# Sony Music Artists
Sony Music Artists，簡稱SMA，日本索尼音樂娛樂旗下的藝人經紀公司與音樂出版社。

## 沿革

### 草創期
1974年4月，由索尼音樂娛樂的前身哥倫比亞唱片全額出資設立。1988年3月，將公司更名為CS Artists。但在1993年4月，再度將公司名稱更改為Sony Music Artists。

### 整併期
2006年4月1日，將各製作部門與旗下公司分割、重組、統整之後，創立六個新的經紀公司，包括Hit&Run、SMA Entertainment、SMA PLAYERS、Newcome、Music Tabloid、Village Music。2009年4月1日，將除了Village Music之外的五家公司再度合併。2009年7月1日，德光和夫和奥田民生出任顧問。2010年4月，藝能經紀公司West Side成為其子公司。
2010年10月17日，主辦現場演唱活動「ベストヒット☆SMA」，共55組藝人參與。2011年3月1日，因樂團氣志團的服裝造型引發美國人權團體西蒙·維森塔爾中心的抗議，公司董事原田公一及高橋章聯名發表公開聲明道歉文。

### 各式徵選
2012年1月，舉辦發掘女演員的試鏡會徵選，成立演劇集團「劇團HA BEST」，並將試鏡脫穎而出14名新人延攬至其中。
2014年1月8日，初次舉辦挖掘偶像團體的徵選會「HuAHuA 2013」，推動「Idol Renaissance（偶像文藝復興）」計畫。同年4年19日，為了紀念創立40周年，由氣志團成員綾小路翔出任責任總編輯，出版書籍《WHAT's SMA?》。
2015年7月1日，由東京斯卡樂團的北原雅彥出任顧問，YO-KING出任名譽顧問。原名譽顧問奥田民生退任。

## 旗下藝人

### 歌手、音樂人
- Idol Renaissance（日语：アイドルネッサンス）
- agraph
- 足立佳奈
- 石野卓球（日语：石野卓球）
- THE イナズマ戦隊（日语：THE イナズマ戦隊）
- 井上実優
- 依布サラサ（日语：依布サラサ）
- Open Reel Ensemble（日语：Open Reel Ensemble）
- 岡崎ゆみ
- OKAMOTO'S（日语：OKAMOTO'S）
- 奥田民生
- オワリカラ（日语：オワリカラ）
- 片平里菜（日语：片平里菜）
- 川畑要（日语：川畑要）
- 川村結花
- 氣志團
- 木村KAELA
- CROSSFAITH
- 黑貓chelsea（日语：黒猫チェルシー）
- 化學超男子
- 斎藤有太（日语：斎藤有太）
- 佐藤帆乃佳
- Sambomaster
- scenarioart（日语：シナリオアート）
- 女王蜂
- 蒸氣青月樂團
- 白井良明（日语：白井良明）
- Sky's The Limit
- スタン・カタヤマ
- SPARKS GO GO（日语：SPARKS GO GO）
- 住岡梨奈（日语：住岡梨奈）
- 世武裕子（日语：世武裕子）
- Dacco
- 地球三兄弟
- Chatmonchy
- CHARAN-PO-RANTAN（日语：チャラン・ポ・ランタン）
- DJ OZMA
- DJみそしるとMCごはん（日语：DJみそしるとMCごはん）
- T-SQUARE（日语：T-SQUARE）
- 電氣groove（日语：電気グルーヴ）
- 東京斯卡
- 堂島孝平（日语：堂島孝平）
- 土岐麻子
- TOMITA栞（日语：トミタ栞）
- ナナヲアカリ
- 西野加奈
- NEGOTO（日语：ねごと）
- 野宮真貴（日语：野宮真貴）
- the HIATUS（日语：the HIATUS）
- 帕妃
- フジファブリック（日语：フジファブリック）
- 藤原浩
- FUTABA
- Braun Tube Jazz Band
- 古川展生
- Base Ball Bear
- 細美武士（日语：細美武士）
- 真心兄弟（日语：真心ブラザーズ）
- MAPPY
- 魔法少女になり隊
- 蜜（日语：蜜 (バンド)）
- 宮本笑里
- MONOEYES（日语：MONOEYES）
- 矢野顯子（日语：矢野顕子）
- UNICORN
- UNISON SQUARE GARDEN
- YO-KING（日语：YO-KING）
- ЯeaL（日语：ЯeaL）
- LiSA
- Rei（日语：Rei (シンガーソングライター)）
- ROLLY（日语：ROLLY）
- Schroeder-Headz（日语：渡辺シュンスケ）
- 冈崎体育
- 八木海莉

### 演員、藝人

#### 男性
- 阿久圭介（日语：阿久圭介）
- 石黑賢
- 一條俊（日语：一條俊）
- 伊藤祐輝（日语：伊藤祐輝）
- 梶原颯（日语：梶原颯）
- 狩野見恭兵
- 齊藤秀翼
- 瀨能雄斗
- 高橋大翔
- 田村杏太郎
- 德光和夫
- 成田凌
- 西村和彥
- 丹羽紀元
- 平井亞門
- 松本大志
- Mitz Mangrove（日语：ミッツ・マングローブ）
- 目黑邑（日语：目黒邑）
- 茂木淳一（日语：茂木淳一）
- 森永悠希
- 芳村宗次郎
- 渡邊大知
- 渡邊佑太朗（日语：渡邊佑太朗）

#### 女性
- 青山美鄉（日语：青山美郷）
- 飯田祐真
- 石志望
- 岡田茉奈（日语：岡田茉奈）
- 岡野真也（日语：岡野真也）
- 小野木里奈（日语：小野木里奈）
- 片桐紫音
- 木本夕貴
- 清友美玖
- 日下部美和
- 楠世蓮（日语：楠世蓮）
- 久保田紗友
- 倉科加奈
- 黑島結菜
- 國生小百合
- 酒井瞳（日语：酒井瞳）（美女甜甜圈！！！）
- 佐生雪
- 高田里穗
- 武田梨奈
- 土屋太鳳
- 富山惠理子
- 二階堂富美
- 橋本愛
- 長谷川真弓（日语：長谷川真弓 (女優)）
- 真嶋優（日语：眞嶋優）
- 水野裕子（日语：水野裕子）
- 宮口綾華
- 森田望智
- 森矢寬和
- 森山瑠璃
- 矢部友佳子
- 吉田小江子（日语：吉田小江子）
- 蓮佛美沙子
- 渡邊滿里奈
- 劇團HA BEST（日语：劇団ハーベスト）
  - 山本萌花
  - 加藤梨里香（日语：加藤梨里香）
  - 高橋紗良
  - 廣瀨咲樂
  - 布施日花梨
  - 松永滿
  - 望月瑠菜
  - 川畑光瑠
  - 弓木菜生
  - 宮武佳央
  - 篠崎新菜
  - 葛岡有

### 聲優

#### 男性
- 大海將一郎（日语：大海将一郎）
- 岡延明
- 小塚亮輔
- 三浦禮

#### 女性
- 井澤美香子
- 伊波杏樹
- 楠木燈
- 春咲暖（日语：春咲暖）
- 星希成奏
- 矢野妃菜喜
- Payton 尚未

### 專家

#### 男性
- 阿藤大昇（五術研究家）
- 石神秀幸（拉麵評論家、料理研究家）
- 大石真行（占卜師）
- かながわIQ
- 隈本健一
- Jon Kabira
- 神保佳永（廚師）
- 大久保博元（職業棒球、東北樂天金鷲原監督）
- 天童春樹（人相學）
- 吉田眞（精神科醫生）

#### 女性
- あおい有紀（播音員、一級食品分析師、日本酒唎酒師）
- 荒川れん子
- 草薙厚子
- 美樹
- 茂木雅世（日本茶藝術家）
- 仲宗根梨乃
- 本村由紀子

### 搞笑藝人
- アキラ100%
- AMEMIYA
- キャプテン渡辺
- コウメ太夫
- たいがー・りー
- バイきんぐ
- ハリウッドザコシショウ

## 過去所屬者
- 阿井莉沙（原Dream成員）
- 青山草太（移籍至Queen-B）
- 安久理惠子
- ACO
- 淺倉大介（移籍至Darwin Inc.）
- 麻生夏子
- 阿南夏生
- 小池彩夢
- 有川琴美
- 板谷由夏（回至Amuse）
- 市川訓睦
- いつか
- 伊藤ふみお
- 伊藤結季
- 井上ひかり
- 上田現
- 臼井千晶
- 宇佐美蘭（移籍至cent. Force CO.,LTD）
- 衛藤美彩（乃木坂46）
- 大江千里（因本人申請契約終止。活動地點移至美國）
- 大野理奈
- 奥田佳子
- 岡本みづき
- オテンキ（移籍至浅井企劃）
- 鬼束千尋（移籍至OORONG-SHA）
- 加藤羅莎（移籍至研音）
- 勝手にしやがれ
- KANA
- 香山碧
- カルテット
- GARNiDELiA
- 川島衣里加
- 河野萬里奈
- 川村聖斗
- キャプテンストライダム
- 熊谷和德
- 黑田有彩
- 小正一葉
- 後藤崇太
- 近藤名奈
- 嵯峨百合子（移籍至K DASH、改名作「さがゆりこ」）
- 澤向要士（移籍至ボーントゥラン）
- 紗希
- the chef cooks me
- G.6
- 島根さだよし（原ツインカム成員）
- 呼吸管
- 朱里乃
- ジン
- 星羅
- 関根和美

- GENERAL HEAD MOUNTAIN
- 7!!
- 大地康雄（移籍至パイプライン）
- 高田美佐
- 田川綾子
- 田崎アヤカ
- Dacco
- 橘いずみ（移籍至ファミリーツリー）
- 田中伸子
- 民谷有花
- detroit7
- 堂珍嘉邦（化學超男子）（移籍至キノシタマネージメント）
- DOPING PANDA
- 中村優（自由職業）
- 七尾旅人
- 東川遙
- 富田惠一/冨田ラボ
- 中島怜菜
- 夏生ありさ
- NIKIIE
- NEEKO
- 西岡和哉
- 西尾瑠夏
- bird
- はる
- ヒガリノ
- 響(移籍至Victor Music Arts, Inc.)
- 平井ゆり
- FreeTEMPO
- フォンチー（原美女甜甜圈！！！成員）
- VOLA & THE ORIENTAL MACHINE
- 堀川絢音
- 堀高エミリ
- 本多葵
- My Autumn Rain
- 町田宏器
- 松崎ナオ
- 松本知恵
- 松尾れい子（移籍至DIGカンパニー）
- 丸山美紀（移籍至ケイハイブ）
- 三浦淳一 (搞笑藝人)
- 水瀨祈（移籍至AXL ONE）
- 村下孝蔵
- MEN☆SOUL
- 綺山凜香
- YUKI
- 矢吹藍子
- 橫山由依（AKB48）（經AKS移籍至太田製作）
- 吉田もも
- ROTTEN HATS
- 分島花音（移籍至ウルトラシープ）
- 和田毅（福岡軟銀鷹投手）
- 岩倉あずさ（日语：岩倉あずさ） (退出後改至 WITH LINE)
- 飯塚達哉
- 古畑惠介
- たけだまりこ（日语：たけだまりこ）

分配用于运行脚本的时间已到期。

## 外部連結
- Sony Music Artists（页面存档备份，存于） 官方網站
- SMA GIRLS（页面存档备份，存于） 女性藝人專屬網站
- 分配用于运行脚本的时间已到期。的X（前Twitter）分配用于运行脚本的时间已到期。分配用于运行脚本的时间已到期。
- YouTube上的Sony Music Artists Inc. Official Youtube Channel
- SMAオーディション 徵選會官方網站
- SMA徵選會的X（前Twitter）分配用于运行脚本的时间已到期。分配用于运行脚本的时间已到期。
- SMA Audition Staff blog 徵選會官方BLOG
- SMA動漫的X（前Twitter）分配用于运行脚本的时间已到期。分配用于运行脚本的时间已到期。
- 劇団ハーベスト（页面存档备份，存于）